# Ora Township (Illinois)
Die Ora Township ist eine von 16 Townships im Jackson County im Südwesten des US-amerikanischen Bundesstaates Illinois. Im Jahr 2010 hatte die Ora Township 514 Einwohner.

## Geografie
Die Ora Township liegt rund 30 Kilometer östlich des Mississippi, der die Grenze zu Missouri bildet. Die Mündung des Ohio an der Schnittstelle der Bundesstaaten Illinois, Missouri und Kentucky befindet sich rund 120 km südlich.
Die Ora Township liegt auf 37° 55′ N, 89° 26′ W und erstreckt sich über 95,12 km².
Die Township liegt im Norden des Jackson County und grenzt nördlich an das Perry County. Innerhalb des Jackson County grenzt die Ora Township im Osten an die Vergennes Township, im Südosten an die Somerset Township, im Süden an die Levan Township, im Südwesten an die Kinkaid Township sowie im Westen an die Bradley Township.

## Verkehr
In West-Ost-Richtung verläuft die Illinois State Route 4 durch die Ora Township. Alle weiteren Straßen sind County Roads oder weiter untergeordnete und zum Teil unbefestigte Fahrwege.
Mit dem Southern Illinois Airport befindet sich rund 25 km südöstlich der Ora Township ein Regionalflughafen. Der nächstgelegene größere Flughafen ist der Lambert-Saint Louis International Airport (rund 145 km nordwestlich).

## Demografische Daten
Nach der Volkszählung im Jahr 2010 lebten in der Ora Township 514 Menschen in 190 Haushalten. Die Bevölkerungsdichte betrug 5,4 Einwohner pro Quadratkilometer. In den 190 Haushalten lebten statistisch je 2,71 Personen.
Ethnisch betrachtet setzte sich die Bevölkerung zusammen aus 98,1 Prozent Weißen, 0,2 Prozent (eine Person) Afroamerikanern, 0,2 Prozent amerikanischen Ureinwohnern sowie 1,0 Prozent Asiaten; 0,6 Prozent stammten von zwei oder mehr Ethnien ab. Unabhängig von der ethnischen Zugehörigkeit waren 0,4 Prozent der Bevölkerung spanischer oder lateinamerikanischer Abstammung.
24,9 Prozent der Bevölkerung waren unter 18 Jahre alt, 60,9 Prozent waren zwischen 18 und 64 und 14,2 Prozent waren 65 Jahre oder älter. 46,3 Prozent der Bevölkerung war weiblich.
Das mittlere jährliche Einkommen eines Haushalts lag bei 70.469 USD. Das Pro-Kopf-Einkommen betrug 23.009 USD. 4,6 Prozent der Einwohner lebten unterhalb der Armutsgrenze.

## Ortschaften
Neben Streubesiedlung existieren in der Ora Township folgende (gemeindefreie) Siedlungen:
- Oraville
- Sato